# Global Award for Sustainable Architecture
Der Global Award for Sustainable Architecture ist ein Architekturpreis, der seit 2007 jährlich fünf Architekten verliehen wird, die sich durch nachhaltiges Bauen ausgezeichnet haben.
Die in Deutschland geborene Architektur-Professorin Jana Revedin ist Mitgründerin und Vorsitzende der LOCUS-Stiftung, die den Preis vergibt.

## Preisträger
| 2015 | - Talca School of Architecture, Talca, Chile - Santiago Cirugeda, Recetas Urbanas, Sevilla, Spain - Jan Gehl, Copenhagen, Denmark - Rotor, Brussels, Belgium - Marco Casagrande, Helsinki, Finland / Taiwan |
| 2014 | - Christopher Alexander, Great Britain - Tatiana Bilbao, Mexico - Bernd Gundermann, Urbia Group, New Zealand - Martin Rajnis, Czech Republic - West 8, The Netherlands |
| 2013 | - José Paulo dos Santos, Porto, Portugal - Smallprojects, Kevin Low, Kuala Lumpur, Malaysia - Al borde Arquitectos, David Barragán, Pascual Gangotena, Marialuisa Borja, Esteban Benavides, Quito, Ecuador - LAKE/FLATO Architects, David Lake and Ted Flato, San Antonio Texas, USA - MDW Architecture, Marie Moignot, Xavier De Wil and Gilles Debrun, Brussels, Belgium |
| 2012 | - Salma Samar Damluji, London, UK - Anne Feenstra, Kabul, Afghanistan - Suriya Umpansiriratana, Bangkok, Thailand - Philippe Madec, Paris, France - TYIN tegnestue Architects, Trondheim, Norway |
| 2011 | - Shlomo Aronson, Jerusalem, Israel - Vatnavinir, Reykjavík, Iceland - Anna Heringer, Laufen, Germany - Teddy Cruz, Tijuana, San Diego - Q'iswa Chaka, Peru |
| 2010 | - Troppo Architects, Australia - Jun’ya Ishigami, Japan - Giancarlo Mazzanti, Colombia - Snøhetta Architect, Norway - Steve Baer, USA |
| 2009 | - Patrick Bouchain and Loïc Julienne, France - Thomas Herzog, Germany - Bijoy Jain, Studio Mumbai, India - Diébédo Francis Kéré, Germany, Burkina Faso - Sami Rintala, Norway |
| 2008 | - Andrew Freear, Rural Studio, USA - Fabrizio Carola, Italy - Alejandro Aravena, Elemental Team, Chile - Carin Smuts, CS Studio Architects, South Africa - Philippe Samyn, Belgium |
| 2007 | - Hermann Kaufmann, Austria - Balkrishna Doshi, India - Françoise-Hélène Jourda, † 2015, France - Wang Shu, China - Stefan Behnisch, Germany |